# Petar Kirow
Petar Kirow (bulgarisch Петър Киров; * 17. September 1942 in Kaltschewo, Oblast Jambol) ist ein ehemaliger bulgarischer Ringer. Er war Olympiasieger 1968 und 1972 sowie mehrfacher Welt- und Europameister im griechisch-römischen Stil im Fliegengewicht.

## Werdegang
Petar Kirow begann als Jugendlicher mit dem Ringen. Nach ersten Erfolgen wurde er nach Sofia delegiert, begann dort ein Sportstudium und wurde Mitglied von "Akademisk" Sofia. Bereits im Juniorenbereich zählte er zu den besten bulgarischen Ringern im griech.-römischen Stil, konnte sich aber gegen die starke inländische Konkurrenz erst im Alter von 24 Jahren durchsetzen, was für einen Ringer spät ist. Trotzdem legte er noch eine ungewöhnlich erfolgreiche Laufbahn hin, die im Gewinn von zwei olympischen Goldmedaillen, drei Weltmeister- und vier Europameistertiteln gipfelte.
Sein erster Start bei einer internationalen Meisterschaft war 1966 bei der Europameisterschaft 1966 in Essen im Fliegengewicht, der Gewichtsklasse, in der er bei internationalen Meisterschaften ausschließlich antrat. Er siegte dort in den ersten drei Kämpfen nach Punkten und schied nach einer Punktniederlage gegen den Finnen Reino Salimäki wegen des Erreichens von 6 Fehlpunkten aus und kam auf den fünften Platz. Schon ein Jahr später wurde er in Minsk Europameister im Fliegengewicht. Er siegte dort u. a. gegen den sowjetischen Starter Sergei Rybalko und gegen Rolf Lacour aus der BRD. Seinen Sieg konnte dabei auch eine Punktniederlage gegen den Ungarn Imre Alker nicht verhindern. Bei den Weltmeisterschaften 1966 und 1967 startete für Bulgarien Angel Keresow.
Im Jahre 1968 blieb Petar Kirow bei der Europameisterschaft im schwedischen Västerås zwar in fünf Kämpfen unbesiegt, nach einem Unentschieden gegen Iwan Kotschergin aus der Sowjetunion reichten seine Ergebnisse aber nur zum 2. Platz. Dafür trumpfte er bei den Olympischen Spielen 1968 in Mexiko-Stadt groß auf. Er feierte dort sechs Siege und gewann damit die Goldmedaille. In den entscheidenden Kämpfen schlug er den sowjetischen Ringer Wladimir Bakulin und den Tschechen Miroslav Zeman jeweils nach Punkten.
1969 konnte er bei der Europameisterschaft in Modena nicht an den Start gehen, weil Bulgarien diese Meisterschaft boykottierte. Grund war, dass sich der italienische Veranstalter auf Geheiß der italienischen Regierung weigerte, die DDR-Flagge zu hissen. Er hatte aber im März des Jahres schon an der Weltmeisterschaft in Mar del Plata teilgenommen und dabei nur den 4. Platz belegt. Ein Unentschieden gegen Boško Marinko aus Jugoslawien und eine Niederlage gegen den Iraner Firuz Arlouzadeh kosteten ihn dort eine Medaille.
Dafür wurde 1970 zu einem der erfolgreichsten Jahre in der Laufbahn von Petar Kirow. Im Frühjahr dieses Jahres gewann er den Titel bei der Europameisterschaft in Berlin-Ost und im Herbst siegte er in Edmonton bei der Weltmeisterschaft. Er siegte dort u. a. über Imre Alker und im entscheidenden Kampf gegen Jan Michalik aus Polen. Eine Niederlage in einem Vorrundenkampf gegen den Japaner Saburo Sugiyama war letztendlich belanglos.
1971 konzentrierte sich Petar Kirow ganz auf die in Sofia stattfindende Weltmeisterschaft. In Sofia wollte er natürlich unbedingt Weltmeister werden, was ihm auch gelang. Nach Siegen über seine härtesten Konkurrenten Koichiro Hirayama aus Japan und Gheorghe Stoiciu aus Rumänien reichte ihm dazu im Endkampf ein Unentschieden gegen Jan Michalik.
Im Jahre 1972 schien es zunächst so, als ob der Stern von Petar Kirow schon am Erlöschen wäre. Er verlor nämlich bei der Europameisterschaft in Kattowitz gegen Jan Michalik und den sowjetischen Ringer Witali Konstantinow nach Punkten und kam deshalb nur auf den 3. Platz. Bei den Olympischen Spielen dieses Jahres in München galt er deshalb nicht unbedingt als Favorit. Dem gewieften Taktiker gelang es aber erneut die Goldmedaille zu gewinnen. Er besiegte in München sechs Gegner, darunter auch seinen Angstgegner Jan Michalik und verlor gegen Koichiro Hirayama, eine Niederlage, die ohne negative Konsequenzen blieb.
Im Jahre 1973 pausierte Petar Kirow bei internationalen Meisterschaften. Er war im Jahre 1974 aber wieder bei der Europameisterschaft in Madrid erfolgreich. Er siegte u. a. über den sowjetischen Ringer Waleri Arutjunow und Rolf Krauß aus Ludwigshafen am Rhein. Auch bei der Weltmeisterschaft in diesem Jahr in Kattowitz war er erfolgreich. Er war dort in einer tollen Form und besiegte mit Koichiro Hirayama, Bruce Thompson aus den USA, Waleri Arutjunow, Lajos Rácz aus Ungarn u. Nicu Gângă aus Rumänien fünf Weltklasseathleten. Lediglich gegen Jan Michalik musste er sich mit einem Unentschieden begnügen.
Das Jahr 1976 sollte für den inzwischen schon 34-jährigen Petar Kirow zu einem krönenden Abschluss seiner so enorm erfolgreichen Laufbahn werden. Er gewann zunächst in Leningrad durch einen Finalsieg über den sowjetischen Ringer Wladimir Schatunow erneut den Europameistertitel und startete optimistisch in das Ringerturnier bei den Olympischen Spielen in Montreal. Dort hatte er aber ausgesprochenes Pech, denn er verletzte sich bereits in seinem ersten Kampf gegen Nicu Gângă so schwer, dass er diesen Kampf aufgeben musste und auch nicht weiterringen konnte.
Trotz dieses Missgeschicks war Petar Kirow einer der erfolgreichsten Ringer im griech.-römischen Stil aller Zeiten. Nach dem olympischen Turnier 1976 trat er zurück. Er beendete sein Sportstudium an der NSA (National Sport Akademie) in Sofia erfolgreich und wirkte anschließend bei mehreren Sofioter Vereinen als Trainer. Von 1987 bis zu seinem Ruhestand war er Dozent an der NSA. Für seine Verdienste um den Ringersport wurde er im September 2007 in die FILA International Wrestling Hall of Fame aufgenommen.

## Internationale Erfolge
(OS = Olympische Spiele, WM = Weltmeisterschaften, EM = Europameisterschaften, GR = griech.-röm. Stil, Fl = Fliegengewicht, BA = Bantamgewicht, damals bis 52 kg bzw. 57 kg Körpergewicht)
- 1966, 1. Platz, Balkanspiele in Ljubljana, GR, Fl, vor Boško Marinko, Jugoslawien u. Vassilios Ganotis, Griechenland;
- 1966, 5. Platz, EM in Essen, GR, Fl, mit Siegen über Roman Kochanski, Polen, Vassilios Ganotis u. Metin Cikmaz, Türkei u. einer Niederlage gegen Reino Salimäki, Finnland;
- 1967, 2. Platz, "Iwan-Poddubny"-Turnier in Moskau, GR, Fl, hinter Wladimir Bakulin, UdSSR und vor Karamat Agajew, UdSSR, Stefan Hajduk, Polen u. Boško Marinko;
- 1967, 1. Platz, EM in Minsk, GR, Fl, mit Siegen über Trond Martiniussen, Norwegen, Metin Cikmaz, Stefan Hajduk, Sergei Rybalko, UdSSR u. Rolf Lacour, BRD u. trotz einer Niederlage gegen Imre Alker, Ungarn;
- 1967, 3. Platz, Vorolympische Spiele in Mexiko-Stadt, GR, Fl, hinter Boško Marinko u. Wladimir Bakulin u. vor Imre Alker;
- 1968, 1. Platz, "Dan-Kolew"-Turnier in Sewljewo/Bulgarien, GR, Fl, vor Massajew, UdSSR u. Maca, CSSR;
- 1968, 2. Platz, EM in Västerås, GR, Fl, mit Siegen über Anronio Olmo, Spanien, Imre Alker, Gheorghe Stoiciu, Rumänien u. Jussi Vesterinen, Finnland u. einem Unentschieden gegen Iwan Kotschergin, UdSSR;
- 1968, 1. Platz, Turnier in Zella-Mehlis, GR, Fl, vor Kjell Fernström, Schweden u. Berthold Bitterling, DDR;
- 1968, Goldmedaille, OS in Mexiko-Stadt, GR, Fl, mit Siegen über Vassilios Ganotis, Domenico Centurioni, Italien, Metin Cikmaz, Wladimir Bakulin u. Miroslav Zeman, CSSR;
- 1969, 1. Platz, "Stanislaw-Pytlasinski"-Turnier in Warschau, GR, Fl, vor Szczepanski u. Nowicki, bde. Polen;
- 1969, 4. Platz, WM in Mar del Plata/Argentinien, GR, Fl, mit Siegen über Rolf Lacour u. Arthur Chavez, USA, einem Unentschieden gegen Boško Marinko u. einer Niederlage gegen Firuz Arlouzadeh, Iran;
- 1970, 1. Platz, EM in Berlin-Ost, GR, Fl, mit Siegen über Alex Bürger, Dänemark, Gheorghe Stoiciu, Rolf Lacour u. Boško Marinko u. einem Unentschieden gegen Kim Olsojew, UdSSR;
- 1970, 1. Platz, WM in Edmonton, GR, Fl, mit Siegen über Hasan Ibrahim, Libanon, Giuseppe Bognanni, Italien, Gheorghe Stoiciu, Imre Alker u. Jan Michalik, Polen und trotz einer Niederlage gegen Saburo Sugiyama, Japan;
- 1971, 2. Platz, "Werner-Seelenbinder"-Turnier in Berlin, GR, Ba, hinter János Varga, Ungarn u. vor Wolfgang Radmacher, DDR;
- 1971, 1. Platz, "Nikola-Petrow"-Turnier in Warna, GR, Fl, vor Wladimir Bakulin u. József Doncsecz, Ungarn;
- 1971, 1. Platz, WM in Sofia, GR, Fl, mit Siegen über Koichiro Hirayama, Japan, Heinz Schmidt, DDR, Ole Sörensen, Dänemark u. Gheorghe Stoiciu u. einem Unentschieden gegen Jan Michalak;
- 1972, 1. Platz, "Nikola-Petrow"-Turnier in Sofia, GR, Fl, vor Witali Konstantinow, UdSSR u. József Doncsecz;
- 1972, 3. Platz, EM in Kattowitz, GR, Fl, mit Siegen über Miroslav Zeman, Otto Köb, Österreich u. Erkki Huhtala, Finnland u. Niederlagen gegen Witali Konstantinow u. Jan Michalik;
- 1972, Goldmedaille, OS in München, GR, Fl, mit Siegen über Mehdi Houriar, Iran, Miroslav Zeman, Mohamed Karmous, Marokko, Jemran Monhochir, Mongolei, Giuseppe Bognanni u. Jan Michalik u. trotz einer Niederlage gegen Koichiro Hirayama;
- 1974, 1. Platz, "Nikola-Petrow"-Turnier in Plewen, GR, Fl, vor Waleri Arutjunow, UdSSR u. Najdenow, Bulgarien;
- 1974, 1. Platz, EM in Madrid, GR, Fl, mit Siegen über Slobodan Djordjevic, Jugoslawien, Jan Michalik, Bilal Tabur, Türkei, Nicu Gângă, Rumänien, József Doncsecz, Rolf Krauß, BRD u. Waleri Arutjunow;
- 1974, 1. Platz, WM in Kattowitz, GR, Fl, mit Siegen über Koichiro Hirayama, Bruce Thompson, USA, Waleri Arutjunow, Lajos Rácz, Ungarn u. Nicu Gângă u. einem Unentschieden gegen Jan Michalik;
- 1975, 1. Platz, Großer Preis der BRD in Aschaffenburg, GR, Fl, vor Nicu Gângă u. Paul Schneider, BRD;
- 1976, 1. Platz, EM in Leningrad, GR, Fl, mit Siegen über Lajos Rácz, Alois Van Leempul, Belgien, Haralambos Holidis, Griechenland u. Wladimir Schatunow, UdSSR;
- 1976, unpl., OS in Montreal, GR, Fl, Aufgabe wegen Verletzung in seinem ersten Kampf gegen Nicu Gângă